# Прапор Вільчі
Пра́пор Вільчі — офіційний символ смт Вільча, Вовчанський район Харківської області, затверджений рішенням Вільчанської селищної ради УІ скликання від 20 листопада 2014 року.

## Опис
Прямокутне полотнище з співвідношенням сторін 2:3 поділене вертикально на три смуги — синю, жовту і синю — у співвідношенні 1:2:1. У центрі середньої смуги малий герб селища.